# Статистика и рекорды ФК «Локомотив» (Москва)
«Локомотив» Москва — российский футбольный клуб из Москвы.
Трехкратный чемпион России, двукратный обладатель Кубка СССР, девятикратный обладатель Кубка России, трёхкратный обладатель Суперкубка России.

## Трофеи
Первым трофеем «Локомотива» стал Кубок СССР, выигранный в 1936 году. Это был первый розыгрыш национального Кубка.
Наиболее успешным периодом в истории "Локомотива" стал рубеж веков, когда "Локо" первым выиграл новообразованную Премьер-лигу. Кроме того, на счету "Локомотива" 5 завоёванных Кубков России, два Суперкубка России и Кубок Содружества 2005.

### В России

#### Лига
- Премьер-лига: 3 2002, 2004, 2017/2018
- Первый дивизион: 3 1947, 1964, 1974

#### Кубки
- Кубок СССР: 2
  - 1936, 1957
- Кубок России: 9
  - 1995/1996, 1996/1997, 1999/2000, 2000/2001, 2006/2007, 2014/2015, 2016/2017, 2018/2019, 2020/2021,

- Суперкубок России: 3 2003, 2005 2019/2020

### На международном уровне
- Кубок Содружества: 1
  - 2005

### Всего трофеев
- На местном уровне:
  - 20
- На международном уровне:
  - 1
- ИТОГО: 21

## Индивидуальные рекорды игроков

### Матчевые рекорды и статистика
- Наибольшее количество матчей во всех соревнованиях: 416 — Дмитрий Лоськов
- Наибольшее количество матчей в высшем дивизионе чемпионата СССР: 233 — Валентин Бубукин
- Наибольшее количество матчей в Чемпионате России: 317 — Дмитрий Лоськов
- Наибольшее количество матчей в Кубке России: 35 — Сергей Гуренко
- Наибольшее количество матчей в еврокубках: 76 — Владимир Маминов

### Голевые рекорды и статистика
- Наибольшее количество голов во всех соревнованиях: 128 — Дмитрий Лоськов
- Наибольшее количество голов в высшем дивизионе чемпионата СССР: 80 — Виктор Соколов
- Наибольшее количество голов в Чемпионате России: 99 — Дмитрий Лоськов
- Наибольшее количество голов в Кубке России: 12 — Дмитрий Лоськов
- Наибольшее количество голов в еврокубках: 17 — Дмитрий Лоськов